# Ginástica artística nos Jogos Olímpicos de Verão de 2012 - Cavalo com alças

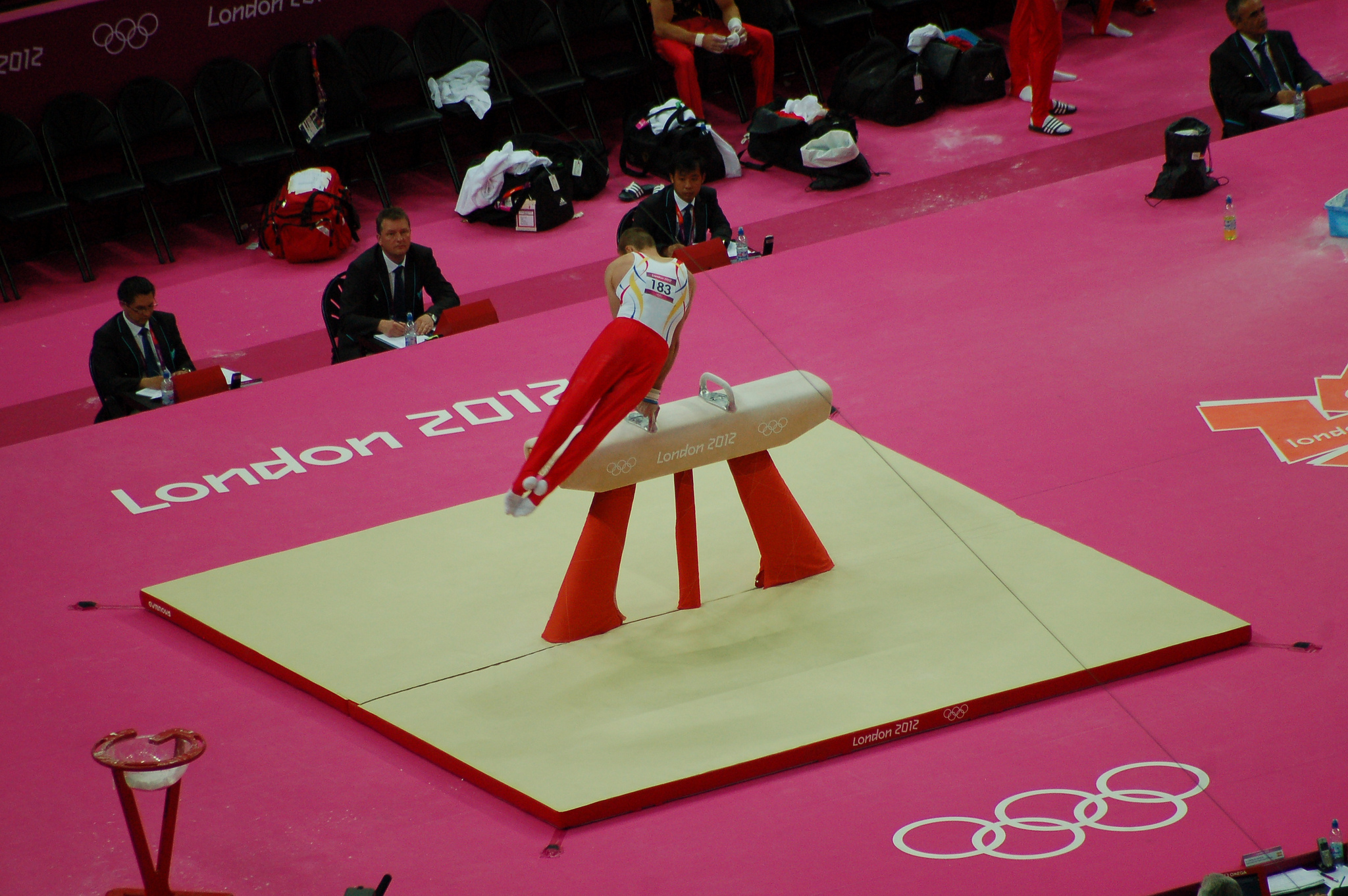
Olimpíadas de Londres 2012 - Eliminatórias Masculinas de Ginástica Artística

A final masculina do cavalo com alças da ginástica artística nos Jogos Olímpicos de Verão de 2012 foi realizada na North Greenwich Arena de Londres, em 5 de agosto.

## Medalhistas
| Ouro   | HUN Krisztián Berki |
| Prata  | GBR Louis Smith     |
| Bronze | GBR Max Whitlock    |

## Qualificatória
| Pos. | Ginasta                 | Pontos | Nota |
| ---- | ----------------------- | ------ | ---- |
| 1    | GBR Louis Smith         | 15.800 | Q    |
| 2    | FRA Cyril Tommasone     | 15.333 | Q    |
| 3    | HUN Vid Hidvégi         | 15.100 | Q    |
| 4    | ITA Alberto Busnari     | 15.058 | Q    |
| 5    | HUN Krisztián Berki     | 15.033 | Q    |
| 6    | UKR Vitaliy Nakonechnyi | 14.933 | Q    |
| 7    | RUS David Belyavskiy    | 14.900 | Q    |
| 8    | GBR Max Whitlock        | 14.900 | Q    |
| 9    | UKR Mykola Kuksenkov    | 14.900 | R    |
| 10   | USA Danell Leyva        | 14.866 | R    |
| 11   | GER Sebastian Krimmer   | 14.833 | R    |

- Q – Qualificado para a final
- R – Reserva

## Final
| Pos.              | Ginasta                 | Nota D | Nota E | Pen. | Total  |
| ----------------- | ----------------------- | ------ | ------ | ---- | ------ |
| Medalha de ouro   | HUN Krisztián Berki     | 6.900  | 9.166  |      | 16.066 |
| Medalha de prata  | GBR Louis Smith         | 7.000  | 9.066  |      | 16.066 |
| Medalha de bronze | GBR Max Whitlock        | 6.600  | 9.000  |      | 15.600 |
| 4                 | ITA Alberto Busnari     | 6.600  | 8.800  |      | 15.400 |
| 5                 | FRA Cyril Tommasone     | 6.500  | 8.641  |      | 15.141 |
| 6                 | UKR Vitaliy Nakonechnyi | 6.300  | 8.466  |      | 14.766 |
| 7                 | RUS David Belyavskiy    | 6.300  | 8.433  |      | 14.733 |
| 8                 | HUN Vid Hidvégi         | 6.300  | 8.000  |      | 14.300 |